# Jesé Rodríguez
Jesé Rodríguez Ruiz, známý i jako Jesé, (* 26. února 1993 Las Palmas) je španělský profesionální fotbalista, který hraje na pozici útočníka či křídelníka. Je také bývalým španělským mládežnickým reprezentantem.
Za A-tým Realu Madrid poprvé hrál 13. prosince 2011 v utkání Copa del Rey na půdě druholigové Ponferradiny, Real Madrid zvítězil 2:0. Jesé v závěru střídal Cristiana Ronalda, který je jeho fotbalovým vzorem.
Druhý nejlepší střelec druhé španělské ligy sezony 2012/13, třetí nejlepší střelec Mistrovství světa U20 2013 a nejlepší střelec EURA U19 2012.

## Klubová kariéra

### Real Madrid
Jesé zaujal Real Madrid už ve 14 letech, kdy přišel do tamní akademie. Rychle se prokousával jednotlivými mládežnickými kategoriemi. Do příchodu do Castilly vyhrával jednu trofej za druhou. Nejvíce na sebe upozornil po sezóně v Juvenilu A, když zaujal i trenéra A-týmu José Mourinha. Jesé byl pozván na předsezónní turné do USA a Číny.
Pro sezónu 2011/12 Jesé postoupil do Castilly (rezervní tým Realu). Po jeho parádních výkonech bylo jen otázkou času, kdy si odbude debut v prvním týmu. To se stalo 13. prosince 2011 v utkání Copa del Rey (španělský pohár) na půdě druholigové Ponferradiny. Real Madrid zvítězil 0:2. Jesé v závěru střídal Cristiana Ronalda, který je jeho fotbalovým vzorem.
V létě 2013 s ním Real Madrid prodloužil kontrakt do roku 2017 a zařadil ho do prvního týmu. Zároveň stanovil výkupní klauzuli na 200 milionů eur. 18. března 2014 v zápase Ligy mistrů proti FC Schalke 04 (výhra 3:1) byl faulován protihráčem Seadem Kolašinacem, výsledkem byly přetržené vazy v koleni a vyřazení ze hry na dlouhou dobu. Ligový titul v sezóně 2013/14 sice nezískal (vyhrálo jej Atlético Madrid), ale stal se vítězem Ligy mistrů UEFA po finálové výhře 4:1 po prodloužení v derby právě nad Atléticem Madrid.

### Paris Saint-Germain
V létě 2016 přestoupil z Realu do francouzského popředního klubu Paris Saint Germain. V lednu 2017 odešel na hostování do UD Las Palmas. V srpnu 2017 odešel hostovat do Anglie do klubu Stoke City.
V lednu 2019 odešel hostovat do Španělska. Do klubu Real Betis. Důvodem hostování byla nulová minutáž v jeho klubu Paris Saint Germain.
V srpnu 2019 odešel na další hostování. Tentokrát do klubu Sporting Lisabon.

### UD Las Palmas
V prosinci 2020 mu skončila smlouva v Paris Saint Germain. Poté se jako volný hráč upsal v únoru roku 2021 španělskému celku UD Las Palmas.

## Reprezentační kariéra
Jesé je mládežnickým reprezentantem Španělska od kategorie U16. Na Mistrovství Evropy hráčů do 19 let v roce 2012 v Estonsku získal se Španělskem zlaté medaile. Ve finále proti Řecku vstřelil vítězný gól (1:0).

## Úspěchy

### Klubové

#### Real Madrid
- 1× vítěz Copa del Rey (2013/14)
- 2× vítěz Ligy mistrů UEFA (2013/14, 2015/16)
- 1× vítěz Primera División (2011/12)
- 1× vítěz Superpoháru UEFA (2015)
- 1× vítěz MS klubů 2014

### Reprezentační

#### Španělsko
- Mistrovství Evropy U19: (2012)

### Individuální
- Nejlepší střelec Mistrovství Evropy hráčů do 19 let (2012)